# Joares Ponticelli
Joares Carlos Ponticelli (Pouso Redondo, 10 de fevereiro de 1965) é um político brasileiro, filiado ao Partido Progressista (PP).

## Vida
Nascido em Pouso Redondo, no Alto Vale do Itajaí, mudou-se para Tubarão em 1983. 
É graduado em matemática pela Universidade do Sul de Santa Catarina (UNISUL).

## Carreira
Foi deputado à Assembleia Legislativa de Santa Catarina na 14ª legislatura (1999 — 2003), na 15ª legislatura (2003 — 2007), na 16ª legislatura (2007 — 2011) e na 17ª legislatura (2011 — 2015).
Foi eleito prefeito de Tubarão em 2016 e reeleito no ano de 2020.